# Paul Langevin

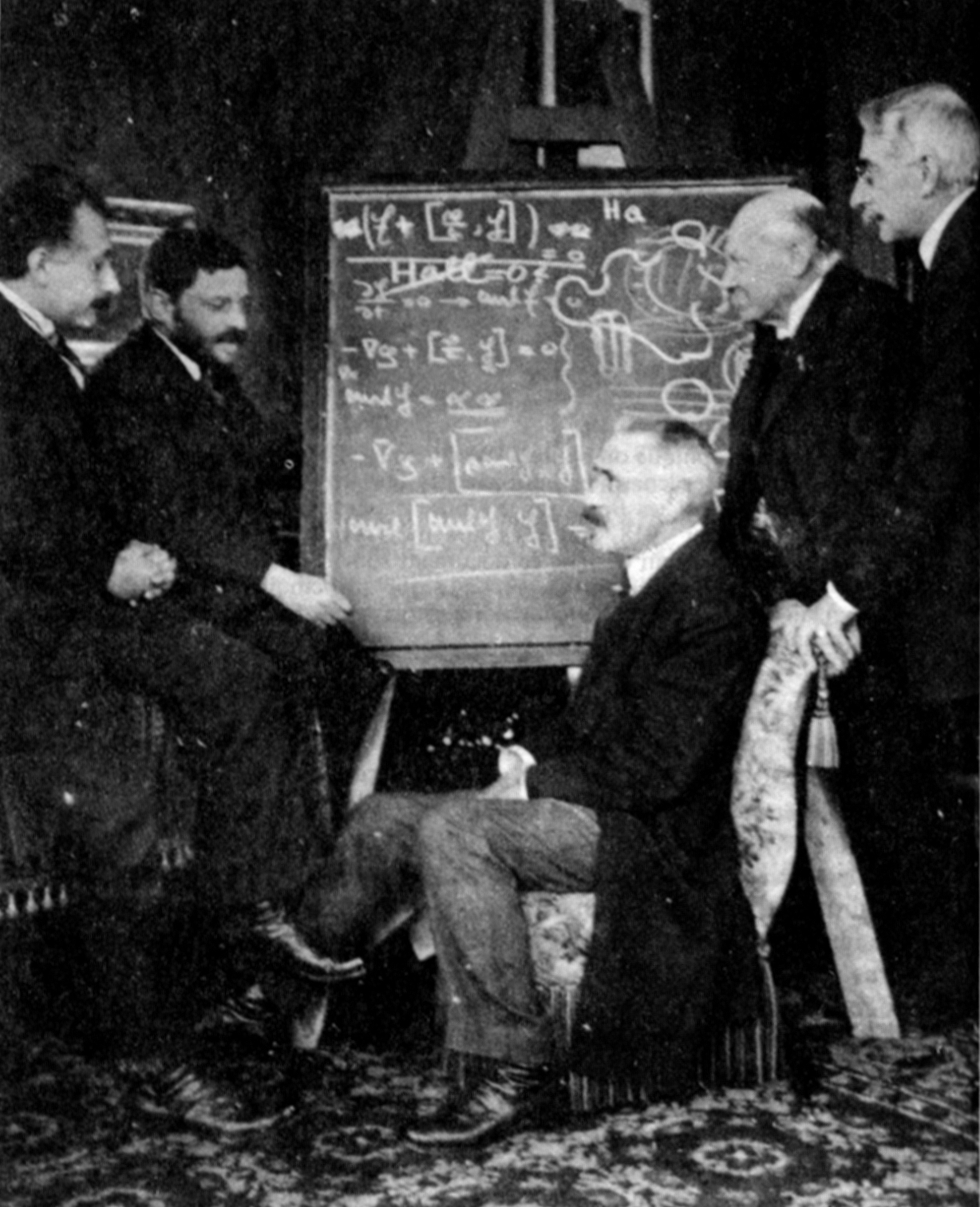
Albert Einstein, Paul Ehrenfest, Paul Langevin, Heike Kamerlingh Onnes y Pierre Weiss en casa de Kamerlingh Onnes en Leiden en Países Bajos.

Paul Langevin (París, 23 de enero de 1872 - 19 de diciembre de 1946) fue un físico francés, conocido por su teoría del magnetismo y por la organización del Congreso Solvay.

## Biografía
Nacido justo después de la Comuna de París en una familia republicana, se distingue desde la escuela primaria como un alumno extraordinariamente dotado. A los 16 años entra a la Escuela Superior de Física y de Química Industriales de París (ESPCI), donde sigue los cursos de Pierre Curie. Son los consejos de Curie que hacen que se oriente hacia la investigación y la enseñanza más que hacia la carrera de ingeniero. 
En 1894, ocupa el primer lugar en la Escuela Normal Superior y a la salida de la Escuela una beca le permite ir a trabajar un año en el Laboratorio Cavendish de Cambridge, prestigioso laboratorio, cuna de la física moderna, dirigido por J. J. Thomson y donde Langevin se hace amigo de Ernest Rutherford.
Se convierte en amigo de la familia Curie, de Jean Perrin, físico, y de Émile Borel. A pesar de ser casado, mantuvo en 1911 un breve romance con Marie Curie, ya viuda, descubierto escandalosamente por la prensa.
Hace su tesis en 1902. En 1904, participa, con Henri Poincaré, en el Congreso internacional de San Luis, donde expone sobre la física de los electrones. En 1905, realiza las experiencias sobre los iones atmosféricos desde la Torre Eiffel y en el Observatorio del Pic du Midi.
En 1915 recibe la Medalla Hughes, concedida por la Royal Society, «por sus importantes contribuciones a, y la posición preeminente en, la ciencia eléctrica».  A partir de 1920, dirige la Revista de Física y del Radium.
Fue nombrado profesor de Física general y experimental en el Colegio de Francia y después director de la Escuela Superior de Física y de Química Industriales de París (ESPCI). Sus trabajos sobre el magnetismo le valen la Medalla Copley en 1940. 
A causa de sus opiniones antifascistas, es encarcelado el 30 de octubre de 1940 por la Gestapo. Es liberado cuarenta días más tarde y asignado a residir en Troyes, pero en mayo de 1944 huye clandestinamente hacia Suiza. Su hija Hélène, casada con el resistente Jacques Solomon, es deportada a Auschwitz en 1943 y sobrevivirá a esta experiencia. En cambio, su yerno Jacques Solomon es fusilado en el Mont Valérien el 23 de mayo de 1942. 
Paul Langevin se adhiere en la clandestinidad al Partido Comunista Francés y formó parte del Comité Parisino de la Liberación. 
Muerto en 1946, sus cenizas son transferidas al Panteón en 1948.
Paul Langevin fue presidente de la Unión Racionalista de 1938 a 1946.

## Eponimia
- El cráter lunar Langevin lleva este nombre en su memoria.[2]